# Magnificent!
Magnificent! ist ein Jazzalbum des Barry Harris Trio mit Ron Carter und Leroy Williams. Die am 25. November 1969 entstandenen Aufnahmen erschienen als Langspielplatte 1970 bei Prestige Records, als Compact Disc erstmals 1999 auf Original Jazz Classics.

## Hintergrund
Nach einem Album für Riverside Records (Chasin’ the Bird, mit Bob Cranshaw, Clifford Jarvis) hatte der Pianist Barry Harris mehrere Jahre an Aufnahmen für Kollegen wie Sal Nistico, Lee Morgan, Kenny Dorham, Charles McPherson, Hank Mobley, Coleman Hawkins und Dexter Gordon mitgewirkt, jedoch nicht unter eigenen Namen aufgenommen. 1967 entstand in Sextettbesetzung das Prestige-Album Luminescence!, an dem Slide Hampton, Junior Cook, Pepper Adams, Bob Cranshaw und Lennie McBrowne beteiligt waren. Im folgenden Jahr entstand, ebenfalls für Prestige Bull’s Eye, aufgenommen mit Kenny Dorham, Charles McPherson, Pepper Adams, Paul Chambers und Billy Higgins. Nach weiteren Einsetzen als Sessionmusiker bei Prestige für Alben von James Moody, Dexter Gordon und Eddie Jefferson hatte er schließlich 1969 Gelegenheit, mit Ron Carter (Bass) und Leroy Williams (Schlagzeug) ein Trioalbum einzuspielen.
Neben dem Eröffnungsstück, das von Coleman Hawkins, und dem Schlussstück, das von Charlie Parker stammt, umfasst das gespielte Programm neben Eigenkompositionen des Pianisten den Klassiker „These Foolish Things“ und eine Interpretation von „Ah-Leu-Cha“, das Charlie Parker und Miles Davis im Original 1948 für Savoy Records eingespielt hatten.

## Titelliste
- The Barry Harris Trio: Magnificent! (PR 7733; OJCCD 1026-2)[2]

1. Bean and the Boys (Coleman Hawkins) 6:37
2. You Sweet and Fancy Lady 3:59
3. Rouge 4:12
4. Ah-Leu-Cha (Charlie Parker) 3:56
5. Just Open Your Heart 6:00
6. Sun Dance 4:17
7. These Foolish Things (Harry Link, Holt Marvell, Jack Strachey) 5:14
8. Dexterity (Charlie Parker) 4:24

Wenn nicht anders vermerkt, stammen die Kompositionen von Barry Harris.

## Rezeption

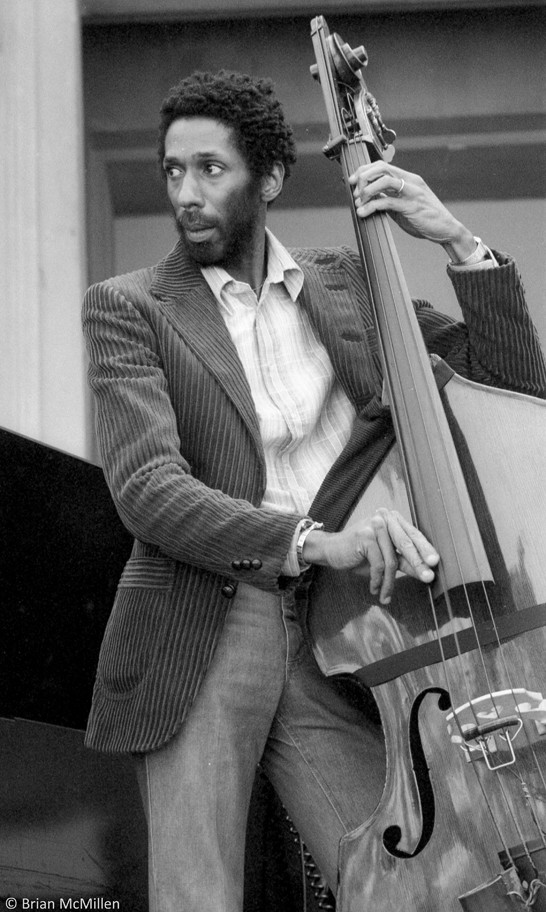
Ron Carter bei einem Auftritt beim Berkeley Jazz Festival, 1980. Photo von Brian McMillen

Jim Todd verlieh dem Album in Allmusic vier Sterne und schrieb, Magnificent! illustriere auf brillante Weise Barry Harris’ einzigartige Beziehung zur Bop-Piano-Tradition. Anders als die neokonservative Bewegung dies tue, behandle Harris die Tradition des Jazz als Kontinuum, verjünge und erweitere sie ständig. Harris, dessen Auftritte hier mit jedem Hören neue Feinheiten offenbaren, werde von Bassist Ron Carter und Schlagzeuger Leroy Williams hervorragend unterstützt. Beide würden ihre Rollen ziemlich geradlinig spielen, obwohl Williams auch einige interessante schräge Akzente hinzufüge, während Carter die absolute Präzision seines Stils mit harmonischer Würze steigere.
Nach Ansicht von C. Andrew Hovan, der das Album in All About Jazz rezensierte, sei Harris 1969, am Ende seiner Zeit bei dem Prestige-Label, zum Trio-Format zurückgekehrt, jedoch mit einem reiferen Blick im Vergleich zur ermüdenden Gleichheit seiner früheren Riverside-LPs. Trotz der Übertreibung des Albumtitels, zähle Magnificent! zu Harris’ besseren und auch erfolgreichsten Trio-Sessions. Ron Carter und Leroy Williams bildeten dabei ein eingespieltes Team, die reichlich Unterstützung einbrächten und auch eigene erlesenen Solo-Passagen hätten.